# 225250 Georgfranziska
225250 Georgfranziska este un asteroid din centura principală de asteroizi.

## Descriere
225250 Georgfranziska este un asteroid din centura principală de asteroizi. A fost descoperit pe 30 august 2009 la Taunus de S. Karge și U. Zimmer. Asteroidul prezintă o orbită caracterizată de o semiaxă mare de 2,33 ua, o excentricitate de 0,24 și o înclinație de 5,0° în raport cu ecliptica.